# 托馬斯島
66°7′S 100°57′E / 66.117°S 100.950°E
托馬斯島（英語：Thomas Island），是南極洲的島嶼，位於瑪麗皇后地，屬於海詹普群島的一部分，長11公里、寬6公里，根據美國海軍拍攝的空中照片繪入地圖，現時由南極條約體系管理。